# 奇普恰普河
奇普恰普河，印度河上游支流。
发源于新疆维吾尔自治区西南角喀喇昆仑山，经和田县西南阿克塞钦流入拉达克后称什约克河（又譯希欧克河），在克里斯汇入印度河；新疆境内流域面积4410平方公里。